# 祖上仁
祖上 仁（そがみ じん、1971年7月13日）は、日本のWEBプランナー、アートディレクター。

## 人物・経歴
法政大学法学部在学中は、映画サークルに所属。同サークルには映画監督の園子温も所属していた。大学卒業後、広告代理店に就職。
2001年に独立し、株式会社メタフェイズの創業に参画。取締役に就任し、上海メタフェイズの立ち上げなどにもかかわる。営業責任者として数多くのウェブサイト構築に従事。
2015年、株式会社エージェントゲートに転職。
2017年、執行役員に就任。
2023年、情報イノベーション専門職大学　客員教授に従事
自殺防止活動「生きテク」、障がい者だけが参加するビジネスプランコンテスト「ユニバーサルベンチャービジネスプランコンテスト」、応援する人を応援するアワード「応援アワード」など数多くのソーシャルイベントを企画実施。

## ソーシャルイベントについて
自殺防止活動「生きテク」
世界的に見て\も自殺者数の多い日本。その数をどうにか減らすことができないかという課題に取り組んだ。
自殺志願者が共通して検索エンジンを活用し「自殺　方法」と検索することに着目。
しかし、自殺志願者は決して死にたい訳ではなく「リセット」したいだけということが分かり、検索結果に自殺の方法ではなく、生きたままでリセットできる方法を表示させることで自殺数を減らすことができるのではないかと仮説を立て、生きるテクニック事例サイト「生きテク」を構築。
自殺という方法ではなく、生きたままリセットすることに成功した人からそのテクニックをヒアリングし「生きテク」に掲載。300事例程度の事例を掲載中。サイトには「生きてみる」ボタンを設置し、自殺をやめたという人にそのボタンを押してもらっている。
その数は2023年2月現在で27,000名を超えている。
ビジネスプランコンテスト「ユニバーサルベンチャービジネスプランコンテスト」
障がい者が働くことを選択する際に「経営者になる」という選択をしていないという現実に注目。目指さない理由はロールモデルがないからではないかという仮説をたて、障がい者の経営者を社会に排出するイベント「ユニバーサルベンチャービジネスプランコンテスト」を主催。
全国から障碍者手帳を持ったエントリー者が自分だけのオリジナルビジネスプランをエントリー。一次審査を通過した５名がプレゼンテーションを行いグランプリを選定しました。
出場者のビジネスプランは実際の企業にもつながり、新聞等のメディアに紹介されました。
応援する人を応援するアワード「応援アワード」
全日本応援協会という団体が存在し、13年間定期的に新宿や新橋の駅前でチアリーダーの姿で通勤するサラリーマンやOLを応援していた。
しかし、コロナなどの状況で日本全体がまだまだどうしても元気がなく、「応援」という力で日本を元気にできないかという相談を受ける。
全日本応援協会だけでなく、日本には人を応援している方々がたくさんいるはず、その人たちを一堂に集め、「応援している人を応援する」応援アワードというイベントをやると良いのではないかと起案。
どういう活動をしているか：イベントをやる予算がなかったため、クラウドファンディングを企画し実施。40日で585万円の資金調達に成功した。
更にスポンサーをその後も集め2022年11月19日に「第一回応援アワード2022」を実施した。
当日は300名以上の来場者が集まり、Yahoo TOPに掲載されるなど、各種メディアにも取り上げられた。

## 制作実績
- コーポレートサイト：NTTホールディングス、クリークアンドリバー社、エルテス、東京海上DR
- 採用サイト：関西電力、P&G、マイクロソフト、システムリサーチ、寺田倉庫、アイデム
- ECサイト：大塚商会、ドクターシーラボ、オージオ
- ブランドサイト、コミュニティーサイト：富士重工業、IHI、HIS、ジョンソン&ジョンソン、EPSON、学研
- 行政関連、大学：環境省:除染情報サイト、除染情報プラザ、中央学院大学、早稲田大学先端研究所

## 受賞歴
- 広告電通賞：IHI
- アックゼロヨンアワード：ジョンソン&ジョンソン（ワンデーアキュビュー）
- WOMAN's VALUE AWARD：準グランプリ エージェントゲート

## 出演
- リアル - メンター役（BS11）
- ソトコト：エコ・プレジデント座談会